# Royal Wedding
Royal Wedding is een Amerikaanse muziekfilm uit 1951 onder regie van Stanley Donen. De film werd destijds uitgebracht onder de titel Van een bruiloft komt een bruiloft.

## Verhaal
Tom en Ellen Bowen zijn een dansende broer en zus die mensen kunnen inhuren voor feesten. Wanneer ze ingehuurd worden voor het koninklijk huwelijk hebben ze eindelijk de kans om hun talenten aan de wereld te laten zien. Totdat Ellen en de bruidegom verliefd worden.

## Rolverdeling
| Acteur          | Personage                      |
| --------------- | ------------------------------ |
| Fred Astaire    | Tom Bowen                      |
| Jane Powell     | Ellen Bowen                    |
| Peter Lawford   | Lord John Brindale             |
| Sarah Churchill | Anne Ashmond                   |
| Keenan Wynn     | Irving Klinger / Edgar Klinger |
| Albert Sharpe   | James Ashmond                  |

## Muziek
De muzikale nummers in de film zijn geschreven door Burton Lane met teksten van Alan Jay Lerner. MGM Records bracht de originele filmmuziek uit op een LP en tevens als 78-toeren- en 45-toerenalbum. Het duet met de lange titel "How could you believe me when I said I loved you when you know I've been a liar all my life" werd uitgebracht als een 78- en 45-toerensingle. De B-kant was "Too late now" uit dezelfde film, gezongen door Jane Powell.
De muzikale nummers zijn:
- "Too late now", gezongen door Jane Powell. Deze song werd genomineerd voor een Academy Award voor Beste Originele Nummer voor 1951, maar greep naast de prijs.
- "Ev'ry night at seven", gezongen door Fred Astaire.
- 'Sunday Jumps", instrumentaal nummer. Tijdens dit nummer danst Astaire met een kapstok.
- "Open your eyes", gezongen door Jane Powell.
- "The happiest day of my life", gezongen door Jane Powell.
- "You're all the world to me", gezonden door Fred Astaire. De melodie van dit nummer was die van het nummer "I want to be a minstrel man" uit de film Kid Millions (1934), nu met een nieuwe tekst (de originele tekst was van Harold Adamson). In de scène met dit nummer danst Astaire op de muur en het plafond van de kamer. Om dit te filmen werd het decor in een draaibare kooi gebouwd, en de camera draaide met het decor mee.
- "I left my hat in Haiti", gezongen door Fred Astaire.
- "What a lovely day for a wedding", gezongen door Keenan Wynn.
- "How could you believe me..." gezongen door Jane Powell en Fred Astaire.